# Пљунем ти на гроб (филм из 2010)
Пљунем ти на гроб (енгл. I Spit on Your Grave) амерички је хорор филм силовања и освете из 2010. године, режисера Стивена Монроа, са Саром Батлер, Џефом Бенсоном, Данијелом Францезом, Роднијем Истманом, Чедом Линдбергом, Трејсијем Волтером и Ендруом Хауардом у главним улогама. Представља римејк контроверзног филма под истим насловом из 1978, који је режирао Мир Зарчи, као и треће остварење истоименог филмског серијала. Радња филма прати младу списатељицу која постаје жртва групе силоватеља, који се иживљавају над њом с намером да је на крају убију. Она успева им побегне и започиње своју немилосрдну освету.
Слично као и оригинални филм, римејк је изазвао бројне контроверзе и помешане оцене критичара, али је стекао и култни статус међу љубитељима жанра. На сајту IMDb има оцену 6,2/10, што је и боље од оригинала. С друге стране, Роџер Иберт му је дао оцену нула и упутио бројне негативне критике, као што је и оригиналу. У рецензији магазина Фангорија наводи се да су у римејку присутни бруталност и узнемирујуће сцене на истом нивоу као у оригиналу, само је овога пута глума знатно боља.
Упркос томе што, због бројних забрана приказивања, није остварио већи комерцијални успех, филм је изродио два наставка, од којих је први објављен 2013, под насловом Пљунем ти на гроб 2.

## Радња
Млада списатељица Џенифер Хилс сели се из Њујорка у наизглед миран градић у Луизијани, где планира да у миру ради на својој новој књизи. Међутим, она постаје жртва групе силоватеља, који се иживљавају над њом с намером да је на крају убију. Џенифер успева да им побегне тако што се баци с моста у реку и након опоравка започиње своју страшну освету.

## Улоге
| Глумац             | Улога                         |
| ------------------ | ----------------------------- |
| Сара Батлер        | Џенифер Хилс                  |
| Џеф Бренсон        | Џони Стилман                  |
| Данијел Францез    | Стенли Вудс                   |
| Родни Истман       | Енди Чиренски                 |
| Чед Линдберг       | Метју Данкан                  |
| Трејси Волтер      | Ерл Вудасон                   |
| Ендру Хауард       | шериф Шторх                   |
| Моли Милиган       | госпођа Шторх                 |
| Саксон Шарбино     | Частити Шторх                 |
| Амбер Даун Линдрум | девојчица на бензинској пумпи |